# Eutelia menalcas
Eutelia menalcas là một loài bướm đêm trong họ Noctuidae.